# برنارد تيفينيه
برنارد تيفينيه (بالفرنسية: Bernard Thévenet)‏ مواليد 10 يناير 1948 في فرنسا، هو دراج فرنسي سابق في صنف سباق الدراجات على الطريق.

## سباقات أو مراحل فاز بها
- طواف فرنسا
- طواف إسبانيا

## روابط خارجية
- برنارد تيفينيه على موقع أرشيف الدراجات (الإنجليزية)
- برنارد تيفينيه على موقع إحصائيات الدراجات الإحترافية (الإنجليزية)
- برنارد تيفينيه على موقع CycleBase (الإنجليزية)